# Блок 61
Блок 61 је један од стамбених новобеоградских блокова. Оивичен је улицама Душана Вукасовића, Јурија Гагарина, Војвођанском улицом и улицом Др Ивана Рибара. Кроз Блок се протеже и Јапанска улица.
Суседни блокови су Блок 62 и Блок 72, са којима заједно чини Месну заједницу „Бежанијски блокови“, као једну од месних заједница на територији општине Нови Београд. Са друге стране излази на Бежанију, а преко улице Јурија Гагарина граничи се са Блоком 45. Блок је подељен у два дела - северни и јужни које дели улица.

## Јавне установе и трговина
У Блоку 61 налази се велики број тржних центара, пошта, као и велики број занатских и услужних радњи. У северном делу блока налази се и Завод за заштиту природе Србије, као и боћарски клубови „Козара” и „Нови Београд”.

## Историја
Блок је грађен 1975—76. године. Градила га је грађевинска фирма „Рад“. Укупно је у блоку изграђено 14 солитера.
Пре изградње, на овом месту налазиле су се породичне куће и сеоска имања села Бежанија, док су се у широј околини налазиле мочваре и обрадиво земљиште све до 1970. године, када је издат урбанистички план за изградњу Блока 61. Тих година кренуло се са рушењем старих кућа и целог села, као и са исушивањем мочвара, равнањем и наливањем терена. Овај простор, као и цели Нови Београд, припадао је све до 1918. године Аустроугарској, да би након Првог светског рата ушао у састав наше земље.
Архитекти који су пројектовали Блок 61 су брачни пар Миленија и Дарко Марушић и Милан Миодраговић.
Ток градње
- 1969. године рашчишћавање терена за изградњу - фаза 1,
- 1970. године израђен урбанистички план Блока 61,
- 1974. године рашчишћавање терена за изградњу - фаза 2,
- 1975. године почетак градње Блока 61,
- 1976. године завршетак градње Блока 61.

Каснијих година изграђени су и други објекти попут поште, биоскопа и осталих.

## Превоз
До блока се градским превозом може стићи аутобусима
- линија 45 Блок 44 - Земун, Нови град[2]
- линија 73 Блок 45 - Батајница[3]
- линија 94 Блок 45 - Миљаковац[4]
- линија 95 Блок 45 - Борча[5]
- линија 604 Блок 45 - Прека Калдрма[6]
- линија 605 Блок 45 - Прогар[7]
- линија 610 Земун - Јаково[8]
- линија 89 Блок 72 - Видиковац[9]

као и ноћним линијама аутобуса
- линија 7 Блок 45 - Устаничка[10]
- линија 68 Трг Републике - Блок 45[11]

И трамвајима
- линија 7 Блок 45 - Устаничка[12]
- линија 9 Блок 45 - Бањица[13]
- линија 13 Блок 45 - Баново Брдо[14]